# Comuna de Lewin Brzeski
Lewin Brzeski (polaco: Gmina Lewin Brzeski) é uma gminy (comuna) na Polónia, na voivodia de Opole e no Condado de Brzeg. A sede do condado é a cidade de Lewin Brzeski.
De acordo com os censos de 2004, a comuna tem 13 675 habitantes, com uma densidade 85,6 hab/km².

## Área
Estende-se por uma área de 159,7 km², incluindo:
- área agricola: 81%
- área florestal: 9%

## Demografia
Dados de 30 de Junho 2004:
|                      | Total   | Total | Mulheres | Mulheres | Homens  | Homens |
| -------------------- | ------- | ----- | -------- | -------- | ------- | ------ |
|                      | pessoas | %     | pessoas  | %        | pessoas | %      |
| População            | 13 675  | 100   | 6997     | 51,2     | 6678    | 48,8   |
| Densidade (pop./km²) | 85,6    | 100   | 43,8     | 43,8     | 41,8    | 41,8   |

De acordo com dados de 2002, o rendimento médio per capita ascendia a 1181,19 zł.

## Comunas vizinhas
- Dąbrowa, Niemodlin, Olszanka, Popielów, Skarbimierz